# マグウェ
マグウェ（ビルマ語：မကွေးမြို့、発音：[məɡwé mjo]、Magway） は、ミャンマー中部マグウェ地方域の中心であり、エーヤワディー川のほとりに位置する。市の北側に位置するマグウェの美しさを象徴するミャタルンパゴダは、マグウェのランドマークとなっている。マグウェ地方はゴマや多くの種類のナッツ類の栽培で有名。また、マグウェ地方域で第2の規模を誇る都市であり、マグウェ空港がある。

## 歴史
イギリス領時、マグウェはミンブ師団（または）ミンブ県の鎮守府であった。ミンブ県は、ミンブ区、テェット区、イェナンヤウン区という3つの地区で構成されていた。マグウェは1974年までイェナンヤウン区の町であった。
1962年3月2日、ネ・ウィン将軍率いる軍がクーデターでビルマを支配し、政府は軍による直接的または間接的な支配下に置かれてきた。
1974年の建設により、ミンブ地方の名称はマグウェ地方に変更され、イェナンヤウン地方は廃止された。1974年のマグウェ市の都市人口は17,896人であった。

## ギャラリー

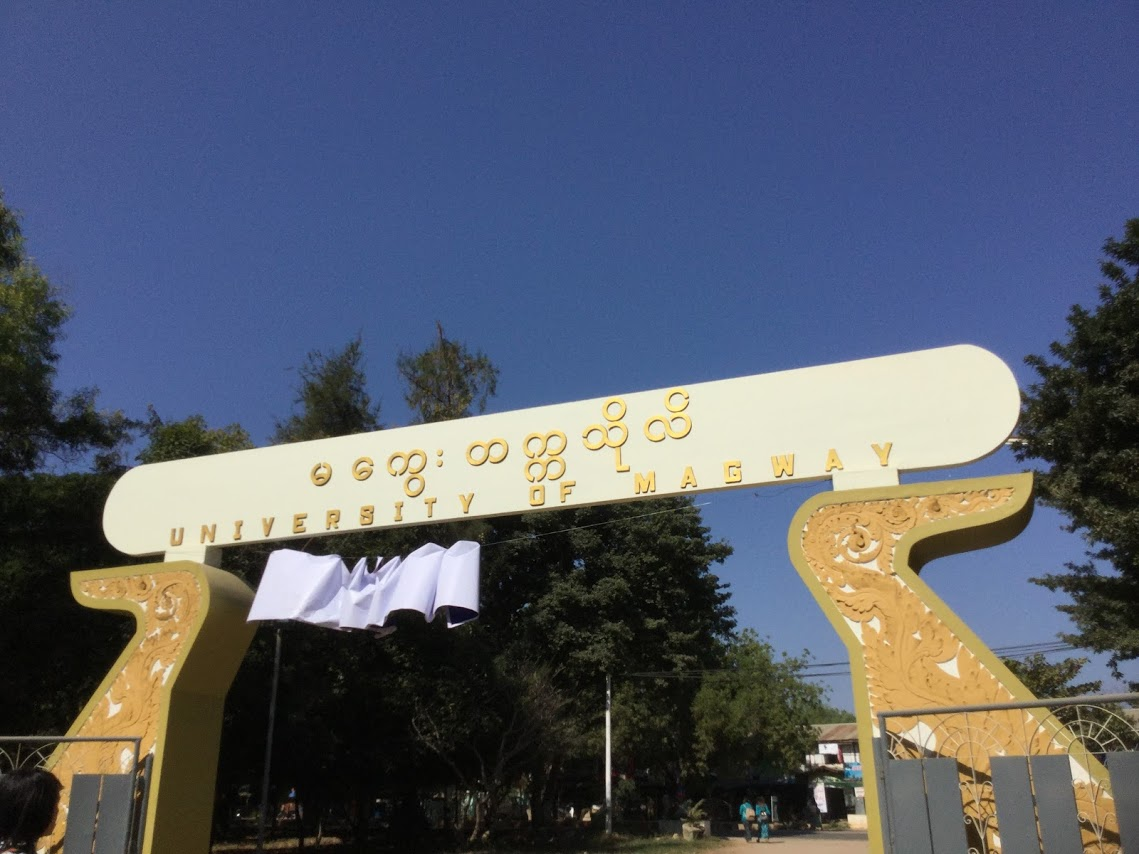
University of Magway